# Беспаликов, Алексей Акимович
Алексей Акимович Беспаликов (27 марта 1948, Новосибирск — 30 апреля 2021, там же) — российский государственный деятель, представитель в Совете Федерации от исполнительного органа государственной власти Новосибирской области в 2010—2014 годах. Почётный доктор Сибирского отделения Российской академии сельскохозяйственных наук.

## Биография

### Ранняя биография
Родился 27 марта 1948 года в Новосибирске, сын рабочего, младший рёбенок в семье. Отец Алексея Аким Беспаликов, уроженец Белоруссии, был красноармейцем, коммунистом. Мать происходила из сибирской крестьянской семьи. Родители Беспаликова, находившиеся в состоянии вдовства, познакомились в 1941 году во время Великой Отечественной войны. По собственным воспоминаниям, Алексей в детские годы проживал на улице Прокатной (современный Ленинский район города), будучи ребёнком, помогал родителям по хозяйству. До первого класса освоил грамоту. Несмотря на хорошую учёбу в школе, после восьмого класса ушёл учиться в техникум. Обучался в городском радиотехническом техникуме, который окончил в 1967 году (специальность радиолокационные установки) с красным дипломом. Затем поступил в Новосибирский электротехнический институт, его окончил в 1973 году. Учёбу в институте совмещал с трудовой деятельностью: трудился на заводе «Электросигнал», занимал должность старшего техника. После этого преподавал и был директором в нескольких профессиональных училищах, занимался подработкой в вечерней школе, научно-исследовательском институте электромашиностроения и в своём институте. В 1981 году был отправлен в Кампучию в командировку, там работал учителем-консультантом, возглавлял группу специалистов из СССР, занимал должность советника в одном из учебных центров. В данной командировке находился до 1984 года. В период между двумя командировками работал директором профессионального училища. Был награждён государственным орденом Дружбы, получил приглашение о продолжении коллаборации. В следующий раз уезжал в командировку туда же на пять лет с целью организовать индустриально-педагогический техникум.

### Политическая карьера
В 1991 году стал работать в Новосибирске в городском исполкоме, где отвечал за занимавшиеся подготовкой работников металлопромышленности ПТУ.
Председатель Новосибирского областного Совета депутатов четвёртого созыва (2005—2010).
С 24 ноября 2010 года по сентябрь 2015 года — Член Комитета Совета Федерации по федеративному устройству, региональной политике, местному самоуправлению и делам Севера. Представитель от исполнительного органа государственной власти Новосибирской области.
Умер 30 апреля 2021 года после продолжительной болезни в возрасте 73 лет.

## Семья
Состоял в браке. У политика было две дочери, внук и внучка.

## Награды
- Медаль ордена «За заслуги перед Отечеством» II степени, награждён в 1998 году[2].
- Орден Почета, награждён в 2008 году[2].
- Орден Сергия Радонежского III степени[9].
- Орден Дружбы Кампучии[9].
- Орден Святого благоверного великого князя Александра Невского I степени[9]
- Медаль Покрышкина[9]